# GPU-Z
GPU-Z為一個可偵察顯示卡資訊的軟體。

## 功能

### 顯示卡資訊
GPU-Z可以列出目前全線NVIDIA、AMD/ATI、英特爾等廠牌的顯示卡詳細資料，包括GPU名稱、代碼、核心名稱、製程、溫度等資料。
- 支援的顯示卡品牌
  - NVIDIA
  - AMD/ATI
  - 英特爾

- 詳細的參數資訊
  - Name:顯示卡的型號名稱
  - GPU:核心代號
  - Technology:製程
  - Release Date:官方推出日期
  - Die Size:晶片面積
  - Transistors:電晶體數量
  - BIOS Version:顯示卡的BIOS版本
  - Device ID:PCI供應商和裝置ID
  - Subvendor:子供應商ID
  - ROPs/TMUs:光柵運算器
  - Bus Interface:匯流排介面和頻寬組態
  - Shaders:流處理器數量
  - DirectX Support:支援的DirectX和著色器版本
  - Pixl Fillrate:像素填充率，公式為"核心時脈(GPU Clock)*ROPs/1000"，單位是GPixel/s
  - Texture Fillrate:紋理填充率，公式為"核心時脈(GPU Clock)*TMUs/1000"，單位是GTexel/s
  - Memory Type:記憶體類型
  - Memory Size:記憶體大小
  - Bus Width:記憶體位元
  - Bandwidth:記憶體頻寬，公式為"記憶體時脈(Memory Clock)*記憶體位元(Bus Width)/8"，單位是GB/s
  - Driver Version:驅動程式版本
  - GPU Clock:核心時脈
  - Memory Clock:記憶體時脈，GDDR3等效於2倍，GDDR5等效於4倍
  - AMD/ATI CrossFire或NVIDIA SLI:有無開啟多重GPU技術
  - Computing:支援的技術AMD/ATI OpenCL，NVIDIA CUDA，NVIDIA PhysX，支援的著色器版本DirectCompture 5.0

### 截圖
在此軟體右上角有照相機圖案，可以直接進行截圖，上傳至GPU-Z所提供的圖片空間。

## 外部連結
- 官方網站 （页面存档备份，存于）

1. ↑  . 2025年2月26日  [2025年2月27日].